# Lip Service (serie televisiva)
Lip Service è una serie televisiva drammatica britannica, ambientata a Glasgow, in Scozia, e riguardante la vita di un gruppo di amiche lesbiche. I lavori di produzione sono iniziati nell'estate 2009 a Glasgow. La serie ha debuttato sul canale BBC Three il 12 ottobre 2010. È stata confermata una seconda stagione le cui riprese sono iniziate il 30 maggio 2011. La nuova stagione è stata trasmessa dalla stessa emittente a partire dal 20 aprile 2012.
La trasmissione italiana in pay tv è iniziata il 15 aprile 2011 sul canale satellitare Fox Life. In chiaro è andata in onda su Rai4 da gennaio ad aprile 2013 in fascia notturna, alcune scene nella lingua italiana sono state censurate per motivi sconosciuti.

## Personaggi e interpreti
- Francesca 'Frankie' Alan, interpretata da Ruta Gedmintas, protagonista, fotografa a New York, sensibile ed inquieta, precaria negli affetti .
- Catherine "Cat" MacKenzie, interpretata da Laura Fraser, architetto, ex ragazza di Frankie, contesa tra costei ed il poliziotto Samantha "Sam" Murray.
- Tess Roberts, interpretata da Fiona Button, giovanissima e promettente attrice di teatro.
- Jay Bryan Adams, interpretato da Emun Elliott, collega di Cat.
- Lexy Price, interpretata da Anna Skellern, dottoressa al pronto soccorso, è attratta dalla poliziotta Sam.Tess si prenderà una bella cotta per lei.
- Ed MacKenzie, interpretato da James Anthony Pearson, aspirante scrittore, fratello di Cat.
- Lou Foster, interpretata da Roxanne McKee.
- Samantha "Sam" Murray, interpretata da Heather Peace, commissario di polizia, dalla tenacia apparente.
- Sadie Anderson, interpretata da Natasha O'Keeffe, scapestrata amica di Frankie, si barcamena tra piccoli furti ed espedienti.
- Becky, interpretata da Cush Jumbo, Infermiera, ragazza di Jay.

## Episodi
| Stagione         | Episodi | Prima TV originale | Prima TV Italia |
| ---------------- | ------- | ------------------ | --------------- |
| Prima stagione   | 6       | 2010               | 2011            |
| Seconda stagione | 6       | 2012               | 2012            |

## Produzione
L'idea di una serie TV sulla tematica del lesbismo partì dalla BBC che la commissionò alla sceneggiatrice Harriet Braun. Quest'ultima non fu immediatamente entusiasta della proposta a causa del successo già ottenuto da The L Word che in quel periodo si avviava alla sesta ed ultima stagione.
Il soggetto della serie si basò inizialmente su due punti di partenza principali: una donna che piange dopo aver scoperto che la sua ex si vede con un'altra, e i rapporti di amicizia tra donne omosessuali o bisessuali con maschi eterosessuali.
Si riteneva inizialmente che la serie sarebbe ruotata intorno al personaggio di Frankie con ambientazione newyorchese mentre la scena si sposta nella città scozzese di Glasgow. Le riprese sono state effettuate nell'inverno 2009/2010.
Nonostante il discreto successo e le numerose richieste dei fan per un seguito, la serie si interrompe alla seconda stagione, con alcune anticipate uscite di scena come i personaggi di Cat e Frankie.